# Чемпионат Украинской ССР по регби
Чемпионат Украинской ССР по регби — регбийный турнир, проводившийся в Украинской ССР (УССР) с 1965 по 1991 год среди команд добровольных спортивных обществ, ведомств, команд мастеров. Являлся пятым по значимости регбийным турниром в Украине  после Чемпионата СССР, Кубка СССР, Первой лиги СССР, Чемпионата ЦС ДСО. В целом регбийные соревнования в УССР отличались от аналогичных первенств других республик СССР того времени относительным постоянством. Чемпионат УССР имел ряд особенностей по сравнению с другими турнирами, а именно, проходил 3—5 дней, лимит МС и МСМК до 5 игроков в игре, обязательное участие в играх двух 18-летних спортсменов, запрет на выступление легионеров. Наиболее титулованный клуб 17 раз "Авиатор" Киев ( носил названия в разный период "Спартак" ."КИИГА" ."Феникс" ) и 5 кратный Чемпион  клуб "КПИ" Киев и "Динамо" Киев ( клуб упразднен) .
```
"Авиатор" Киев  1966.1970.1972.1973.1974.1977.1978.1980.1981.1982.1983.1984.1985.1986.1987.1989.1990.
"КПИ" Киев      1975.1976.1979.1988.1991
"Динамо" Киев   1965.1967.1968.1969.1971.
```

Организатором соревнований выступали ЦС ДСО УССР, ВДФСО профсоюзов УССР и Федерация регби УССР (1978 по 1991).